# Lijst van ministers van Justitie van Aruba
Lijst van ministers van Justitie van Aruba (soms in combinatie met andere ministeries of portefeuilles) vanaf 1986. 
De minister van Justitie van Aruba is verantwoordelijk voor rechtshandhaving, openbare orde en veiligheid, grensbewaking, wetgeving van alle ministeries, advies over administratieve en juridische zaken van alle ministeries en de vertegenwoordiging van het Land Aruba in rechtelijke procedures.
| Kabinet                                             | Periode    | Justitie en Sociale Zaken                 |
| --------------------------------------------------- | ---------- | ----------------------------------------- |
| Wever-Croes II                                      | 2021-heden | Rocco Tjon                                |
| vanaf 2021 Minister van Justitie en Sociale Zaken   |            |                                           |
| Kabinet                                             | Periode    | Justitie en Immigratie                    |
| Wever-Croes I                                       | 2017-2021  | Andin Bikker                              |
| vanaf 2017 Minister van Justitie en Immigratie      |            |                                           |
| Kabinet                                             | Periode    | Justitie                                  |
| Mike Eman II                                        | 2013-2017  | Arthur Dowers                             |
| vanaf 2013 Minister van Justitie                    |            |                                           |
| Kabinet                                             | Periode    | Justitie en Onderwijs                     |
| Mike Eman I                                         | 2009-2013  | Arthur Dowers                             |
| vanaf 2009 Minister van Justitie en Onderwijs       |            |                                           |
| Kabinet                                             | Periode    | Justitie                                  |
| Oduber IV                                           | 2005-2009  | Rudy Croes                                |
| Oduber III                                          | 2001-2005  | Rudy Croes                                |
| vanaf 2001 Minister van Justitie                    |            |                                           |
| Kabinet                                             | Periode    | Justitie en Publieke Werken               |
| Henny Eman III                                      | 1998-2001  | Eddy Croes (2001) / Watty Vos (1998-2001) |
| Henny Eman II                                       | 1994-1998  | Watty Vos                                 |
| vanaf 1994 Minister van Justitie en Publieke Werken |            |                                           |
| Kabinet                                             | Periode    | Justitie en Sport                         |
| Oduber II                                           | 1993-1994  | Rudy Croes                                |
| Oduber I                                            | 1989-1993  | Hendrik Croes                             |
| vanaf 1989 Minister van Justitie en Sport           |            |                                           |
| Kabinet                                             | Periode    | Justitie en Volksgezondheid               |
| Henny Eman I                                        | 1986-1989  | Watty Vos                                 |
| vanaf 1986 Minister van Justitie en Volksgezondheid |            |                                           |

Zie de lijst van ministers van Justitie van de Nederlandse Antillen voor de periode 1955-1985.